# Rue du Cher (Toulouse)
Pour les articles homonymes, voir Rue du Cher.
La rue du Cher (en occitan : carrièra del Char) est une voie de Toulouse, chef-lieu de la région Occitanie, dans le Midi de la France.

## Situation et accès

### Description
La rue du Cher est une voie publique. Elle traverse le quartier de Bagatelle, dans le secteur 2 - Rive gauche. Elle naît perpendiculairement à la rue Louis-Vestrepain. Elle est longue de 520 mètres environ et son parcours est globalement orienté au sud-est. Elle suit cependant un parcours relativement tortueux, qui change plusieurs fois de direction entre les barres d'immeubles, traversant successivement la place du Partage, puis la place de la Réunion. Elle se termine en rencontrant la rue du Bachaga-Boualam, qui la prolonge au sud-est jusqu'à la rue Henri-Desbals.
La chaussée compte une voie de circulation automobile dans chaque sens. Il n'existe pas d'aménagement cyclable.

### Voies rencontrées
La rue du Cher rencontre les voies suivantes, dans l'ordre des numéros croissants (« g » indique que la rue se situe à gauche, « d » à droite) :
1. Rue Louis-Vestrepain
2. Place du Partage (g)
3. Place de la Réunion (d)
4. Rue du Bachaga-Boualam

### Transports
La rue du Cher n'est pas directement parcourue par les transports en commun. Elle est cependant parallèle à la rue du Lot, desservie sur toute sa longueur par la ligne de bus 13, et qui débouche sur la rue Henri-Desbals, où se trouve la station Bagatelle, sur la ligne de métro A. Au nord, la route de Saint-Simon est desservie par la ligne de bus 14.
Il existe plusieurs stations de vélos en libre-service VélôToulouse : les stations no 186 (1 rue du Bachaga-Boualam) et no 254 (1 rue du Lot).

## Odonymie
En 1963, la rue a été nommée d'après le département du Cher. Les rues du quartier de Bagatelle portent en effet pour la plupart des noms de départements français : Charente, Gironde, La Réunion, Lot, Manche et Martinique.

## Patrimoine et lieux d'intérêt

### Mosquée Rahma
La première mosquée Rahma est aménagée en 1982 dans la cave d'un immeuble de la cité de la Faourette (actuel no 59 rue de la Faourette). Elle accueille environ 900 fidèles de ce quartier et de Bagatelle. Le projet d'une nouvelle mosquée est mené par l'association Rahma. Les plans donnés par l'architecte, Khedim Abdelkader, dessinent un édifice de 1 300 m2, composé de plusieurs corps de bâtiments, qui s'élève sur une parcelle d'environ 3 900 m2 entre la rue du Cher et la place de la Réunion. La mosquée aura deux salles de prière : la principale, au sud-ouest du bâtiment, aura une superficie de 400 m2. Elle intégrera également une salle des ablutions, des salles de classe et une salle de conférences. Le 15 décembre 2018, la première pierre est posée,. Elle est encore inachevée en 2023.